# Aam panna

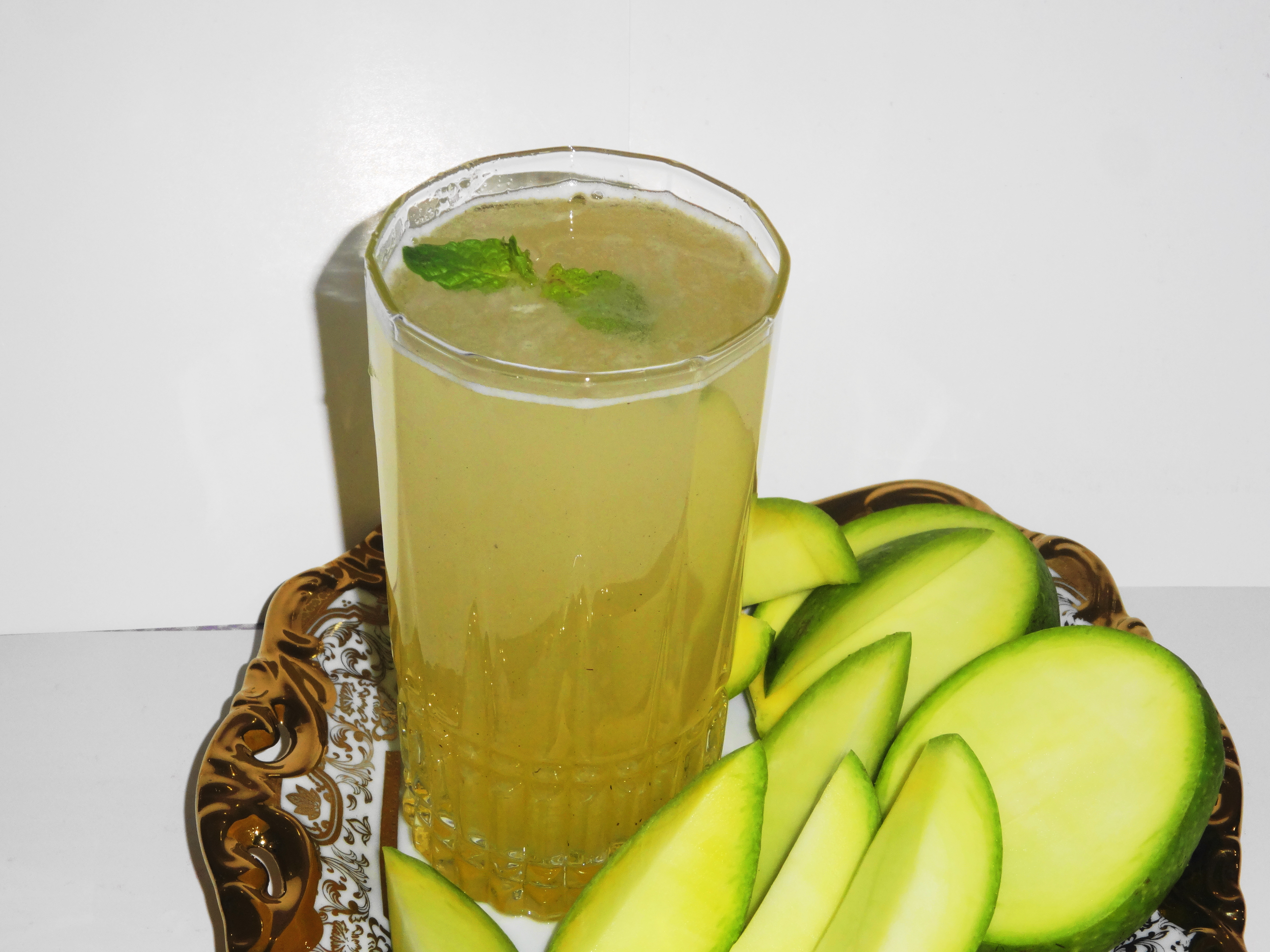
Aam Panna

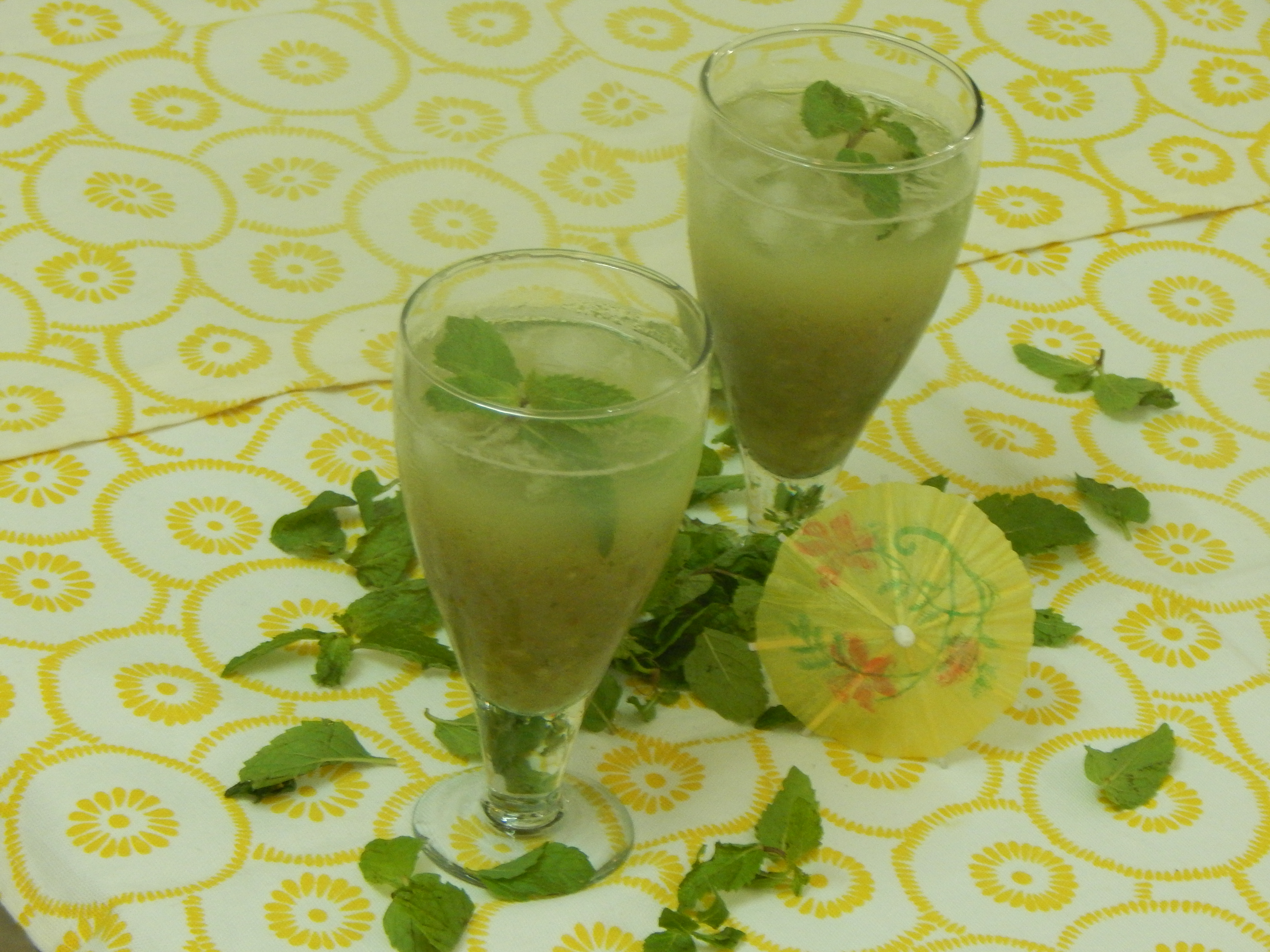
Aam Panna con hojas de menta.

Aam panna es una bebida propia de la India, que se caracteriza por sus propiedades para hacer frente al calor intenso de los veranos de India. Se prepara con mangos verdes y posee una tonalidad entre amarillo a verde claro. Casi siempre se le agrega, hojas de menta lo que hace más pronunciado el color verde.
El mango verde es una importante fuente de pectina, que gradualmente desaparece al irse formando el carozo. El mango inmaduro posee un sabor agrio a causa de su contenido de ácido oxálico, ácido cítrico y ácido malico.
Aam panna, que se prepara con mango crudo, azúcar y especias diversas, ayuda a mitigar la sed y minimizar la pérdida excesiva de cloruro de sodio y hierro durante el verano por sudoración excesiva. La bebida es muy popular en el norte de India, donde se la utiliza para tratar los desórdenes gastrointestinales. También contiene vitaminas B1 y B2, niacina, y vitamina C. En la cultura India, se lo considera un tónico que según la creencia popular aumenta la resistencia contra la tuberculosis, anemia, cólera y disentería.[cita requerida]